# Интергалактичка звезда
Интергалактичка звезда је звезда која се не налази унутар неке галаксије. Ове звезде биле су извор многих дискусија научне заједнице у касним деведесетим годинама прошлог века и генерално се сматра да су или резултат спајања галаксија или пар бинарних звезда који се крећу преблизу црне рупе (која се може наћи у центру многих галаксија).

## Откриће
Веровање да звезде постоје само у галаксијама је оповргнуто 1997. године открићем интергалактичких звезда. Прве интергалактичке звезде су откривене у галактичком кластеру Девица, где се сада претпоставља да постоји више од трилион таквих звезда.
Откриће интергалактичких звезда се односи на "нестали Барионски проблем". Бариони су класа податомских честица у коју спадају и протони и неутрони који сачињавају срж атома у нормалној материји. Нестали Барионски проблем је идентификован многим теоријама стварања и еволуције универзума, што сматра да треба да постоји бише бариона него што су научници открили.

## Формација
Иако је начин на који су ове звезде створене и даље мистерија, најчешћа теорија је да спајање две или више галаксија може бацити неколицину звезда у велики и празан интергалактички простор. Иако се звезде најчешће налазе унутар самих галаксија, могу бити избачене гравитационим слама при спајању галаксија. Верује се да ове интергалактичке звезде могу постати од екстремно малих галаксија јер је звездама лакше да побегну из гравитационог поља мале галаскије.
Друга теорија тврди (чији пример је приказан на доњој слици) да звезде могу избачене из своје галаксије од стране супермасивних црних рупа. У случају ове теорије, верује се да је интергалактичка звезда у току свог развитка део бинарног звезданог система, где је једна од звезда увучена у супермасивну црну рупу у центру галаскије а друге су избачене из исте након боравка преблизу поменуте црне рупе. Звезда која је избачена из центра галаксије путује великом брзином да би избегла гравитациону силу галаксије, и сада се назива хипербрзинска звезда.

## Историја опсервације
Године 1997, телескоп Хабл је открио велики број интергалактичких звезда у галактичком кластеру Девица. Касније, деведесетих година прошлог века, научници су открили нову групу интергалактичких звезда у галактичком кластеру Пећ.
У скорије време, астрономи су приметили бледи сјај који може бити продукт интергалактичких звезда. Ово откриће сугерише да скоро половина свих звезда у универзуму може боравити изван познатих галаксија: "Ова открића проистичу из Космичког Инфрацрвеног Позадингког Експеримента (КИПЕ), који је кратко летео у свемиру 2010. и 2012. године на звучној ракети. Док се КИПЕ налазио изнад Земљине атмосфере посматрао је пет различитих региона у свемиру, сваки око минут, сакупљајући што је више могуће честица космичког светла. Летови су се одвијали у различито време у години [...] Али, када су Земцов и његове колеге почеле да проучавају добијене податке открили су да усликано светло није довољно црвено да би потицало од неке античке галаксије. Мора да је светло допирало од нечег много ближег и много модернијег, како они кажу - од обичних звезда."
Неки астрономи извештавају да су идентификовали преко 675 звезда на ивици Млечног пута, између галаксије Андромера и Млечног пута. Тврде да су ове звезде хипербрзинске (интергалактичке) звезде које су избачене из галактичког центра Млечног пута. Ове звезде су црвени џинови, што значи да садрже велику количину метала што наводи на галактичко порекло, јер звезде које се налазе на ивици галаксије имају мањак метала и старије су.
Године 2005, у Астрофизичком Центру Смитсонијан, Ворен Браун и његов тим покушао је да измери брзину хипербрзинских звезда користећи Доплерову Тахнику по којој се светло посматра ради уочавања сличних промена који се појављују у звуку када се објекат удаљава или приближава нечему. Али откривене брзине су само минимално процењене јер у реалности њихова брзина може бити већа од брзине које су открили ови истраживачи.

## Маса
Иако се прецизна маса ових звезда не може знати, процењује се да оне заједно чине до 10 процената галактичког кластера Девица. Ово значи да, најевроватније, ове звезде колективно имају већу масу од свих честица пронађених у 2500 галаксија које формирају галактички кластер Девицу.

## Локација
Прве интергалактичке звезде су откривене галактичком кластеру Девица. Ове звезде формирају масивну групу удаљену око 300000 светлосних година од најближе галаксије.
Око 675 оваквих звезда је откривено на ивици галаксије, између Андромеда галаскије и Млечног пута.

## референце
1. ↑  „Центар за Вести - Хабл пронашао међугалактичке звезде (01/14/1997) - Увод”. ХаблСајт. 14. 01. 1997. Приступљено 09. 12. 2010.
2. ↑  „Центар за Вести - Хабл пронашао међугалактичке звезде (01/14/1997) - Обавештење”. ХаблСајт. 14. 01. 1997. Приступљено 09. 12. 2010.
3. ↑  „Колосални облак гаса откривен око Млечног пута”. Свемир. Приступљено 03. 1. 2015.
4. ↑  Чои, Чарлс К. „Изгубљен у свемиру: Половина свих звезда лебде слободне од галаксија”. Свемир. Пурч. Приступљено 03. 1. 2015.
5. 1 2  Вице, Александра. „Половина звезда лута ван галаксија”. Природа. Издавачка група Природа. Приступљено 03. 1. 2015.
6. ↑  Брит, Роберт Рој. „Звезде у егзилу: чланови Млечног пута”. САД данас. Space.com. Приступљено 04. 1. 2015.
7. 1 2  Салисбери, Дејвид. „Црвене звезде пројектоване од галаксије пронађене у међугалактичком свемиру”. универзитет Вандербилт. универзитет Вандербилт. Приступљено 03. 1. 2015.